# Siam

Siam und abhängige Gebiete, auf die Siam zwischen 1867 und 1909 zu verzichten gezwungen wurde: Laos, Kambodscha und die Tai-Staaten in Nordwest-Vietnam an Frankreich (Violetttöne); die Shan-Staaten und nordmalaiischen Sultanate an Großbritannien (Rottöne).

Als Siam (auch Siem, Sejem, Sayam, thailändisch สยาม [sàjǎːm] ⓘ) wurde bis 1939 das Land in Südostasien bezeichnet, das zum Großteil dem heutigen Thailand entspricht. Nach dem Zweiten Weltkrieg und dem Ende der japanischen Besatzung wurde der Name von 1946 bis 1949 noch einmal verwendet.
Das Kerngebiet des historischen Siam lag im Becken des Mae Nam Chao Phraya (Chao-Phraya-Fluss). Zur Zeit seiner größten Ausdehnung im 19. Jahrhundert entsprach sein Einflussbereich etwa dem heutigen Staatsgebiet von Thailand, Kambodscha und Laos sowie Teilen von Malaysia, Myanmar und Vietnam.
Siam war, wie andere südostasiatische Reiche, bis weit in das 19. Jahrhundert kein Nationalstaat mit fest definierten Grenzen. Mit Siam wurden vielmehr im Ausland die Gebiete bezeichnet, die von einem bestimmten Machtzentrum – Sukhothai von 1238 bis 1351, Ayutthaya bis 1767, Thonburi bis 1782 und dann Rattanakosin beziehungsweise Bangkok – abhängig waren. Der Grad der Abhängigkeit war jedoch gestuft und nahm vom Zentrum zum Rand hin ab. Während in Gebieten nahe der jeweiligen Hauptstadt der König direkt oder durch von ihm eingesetzte Gouverneure herrschte, bestanden an den Rändern Gemeinwesen mit großer Autonomie und eigenen Herrschern, die Siam zu Tribut verpflichtet waren. Diese konnten aber auch von mehreren Reichen gleichzeitig abhängig sein, also zu einander überlappenden Einflusszonen gehören (Mandala-Modell). 
Erst ab der Regierungszeit König Ramas IV. (Mongkut; 1851–1868) wurde Siam auch als Eigenbezeichnung verwendet, zuvor war die Eigenbezeichnung jeweils der Name der Hauptstadt gewesen. Die Vorstellung von Siam als Gebietskörperschaft bzw. als einem geographisch definierten Staatsgebiet (Geo-body) hat sich erst während der Kolonisierung als Pufferstaat, der Siam umgebenden Gebiete durch Frankreich und Großbritannien entwickelt. Siam selbst war nie eine Kolonie.

## Geschichte des Begriffs

### Frühe Verwendungen
Thailändische Historiker verweisen gerne auf ein Relief im Angkor Wat (südliche Galerie) aus dem 12. Jahrhundert, auf dem zum ersten Mal von „Siam“ die Rede ist. Hier wird in einer langen Truppen-Parade vor Suryavarman II. ein gewisser Jayasinghavarman dargestellt, der Truppen aus Lavo (heute Lop Buri) und eine Gruppe von „Syam Kuk“-Söldnern anführt. Diese „braunhäutigen Menschen“ – dies ist wohl die ursprüngliche Bedeutung – sollen aus der Gegend des Flusses Kok stammen, der in der heutigen Provinz Chiang Rai fließt. Im Pali-Englisch-Lexikon von Rhys Davids (The Pali Text Society, London) wird Sayam, das die Wurzel Sama hat, übersetzt mit ‚schwarz, gelb, grün oder golden‘.
Gegen Ende des 13. Jahrhunderts wird in chinesischen Quellen „Siem“ erwähnt, ein Thai-Volksstamm aus dem Chao-Phraya-Tal.
Einer der ersten Thai-Texte, die den Begriff „Siam“ verwenden, ist das epische Gedicht Yuan Phai aus der Zeit König Borommatrailokanats von Ayutthaya (um 1475). Dort wird „Siam“ aber nur in Komposita mit Sanskrit- oder Pali-Begriffen verwendet und zwar in der für diese Sprachen üblichen Syntax Bestimmungswort–Grundwort, statt wie auf Thai üblich Grundwort–Bestimmungswort. Konkret ist im Yuan Phai von „siam-phak“ (von Pali bhāga) die Rede, also der „Region Siam“. Ähnlich ist die Verwendung von „siam-deśa“ („Land Siam“) und „siam-raṭṭha“ („Staat Siam“) in der im frühen 16. Jahrhundert in Chiang Mai auf Pali verfassten Jinakalamali-Chronik: auch dort kommt „Siam“ nur in Kombination mit Pali-Worten vor, ist also klar als Fremd- oder Lehnwort und nicht als ursprünglicher Thai-Begriff erkennbar. Demgegenüber steht die Verwendung von Thai, welches bereits in den Ramkhamhaeng-Inschriften der Sukhothai-Ära (um 1300) zur Beschreibung individueller Personen, der eigenen Ethnie, sozialer Einheiten, der eigenen Schrift und des Kalenders verwendet wird und in der für die thailändische Sprache typischen Syntax (Grundwort–Bestimmungswort) mit Thai-Erbworten kombiniert wird (z. B. Müang Thai, „Gemeinwesen der Thai“). Diese Verwendung zieht sich bis ins frühe 19. Jahrhundert. In den 1805 unter Rama I. kodifizierten Drei-Siegel-Gesetzen kommt zwar über hundert Mal Thai, aber nur dreimal Siam vor, und zwar ausschließlich in Kombination mit Lehnworten aus dem Sanskrit und (aus Thai-Sicht) umgekehrter Syntax: „siam-phasa“ (von Sanskrit bhāsā) für „siamesische Sprache“ und „siam-prathet“ (von pradeś) für das „Land Siam“.

### ‚Siam‘ als Fremd- und als Eigenbezeichnung

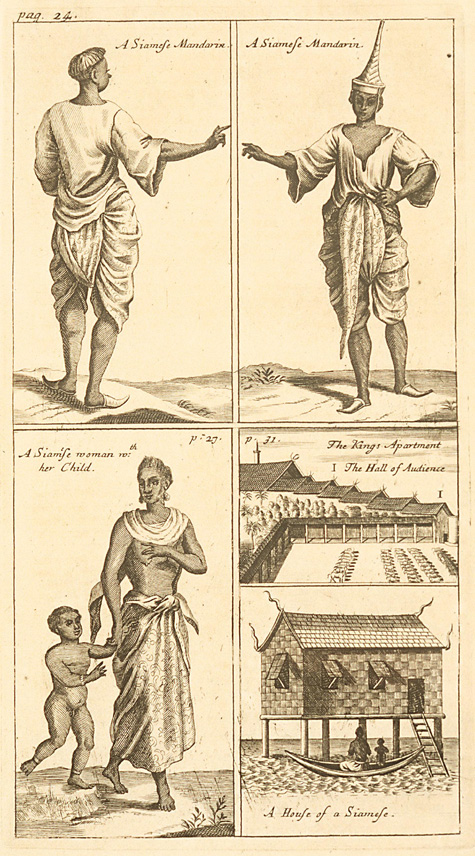
Illustration aus dem Buch von Simon de La Loubère (Ende des 17. Jahrhunderts)

Die ersten Europäer, die über Siam berichteten, waren die Portugiesen, die unter Vizekönig Afonso de Albuquerque nach der Eroberung von Malakka im Jahr 1511 dort von einem „Königreich Sayam“ und einem König in Ayutthaya erfahren hatten.
Simon de La Loubère, der sich 1687 als französischer Gesandter in Ayutthaya aufhielt, schrieb 1691 in seinem Buch Du royaume de Siam (deutsch Beschreibung des Königreichs Siam):
„Der Name Siam ist den Siamesern unbekannt. Es ist dieses eines von den Worten, deren sich die Portugiesen in Indien bedienen, und deren Ursprung man kaum entdecken kann. […] Die Siamesen haben sich selbst den Namen Tai gegeben, das ist die Freien, welche Bedeutung dieses Wort in ihrer Sprache gegenwärtig hat. […] Diejenigen, welche die Sprache von Pegu [d.i. die Mon-Sprache] verstehen, versichern, daß Siam in dieser Sprache frey heiße.“
(„Le nom de Siam est inconnu aux Siamois. C’est un de ces mots dont les Portugais des Indes se servent, & dont on a la peine de decouvrir l’origine. […] Les Siamois se sont donné le nom de Táï, c’est à dire libres, selon ce que ce mot signifie aujourd’huy en leur Langue […] Et ceux qui savent la Langue du Pegu assurent que Siam en cette Langue veut dire libre“).
Sein Zeitgenosse Kosa Pan, Leiter der siamesischen Gesandtschaft zum französischen Hof Ludwigs XIV. im Jahr 1686, sprach auf Französisch von Siam, in seinen auf Thai verfassten Berichten schrieb er jedoch Krung Sri Ayudhya (‚strahlende Stadt Ayutthaya‘).
Der preußische Landvermesser und Kartograph Heinrich Berghaus bestätigte in seiner 1832 im Band Asia erschienenen Erläuterung der Karte Hinterindiens, dass ‚Siam‘ die europäische, zuerst von den Portugiesen verwendete, Fremdbezeichnung, die Eigenbezeichnung dagegen „Muan-Thai“ oder „Meuang-Táï“ sei. Er führte den Begriff allerdings auf die birmanische Bezeichnung Shan (für das bis heute so genannte Tai-Volk, das Berghaus zusammen mit den Siamesen als eine einzige Nation betrachtete) zurück.

Unterschrift König Mongkuts als „Rex Siamensium“, 1855

Flagge Siams zwischen 1855 und 1917

Wappen König Ramas V. (Chulalongkorn), 1873–1910

Erst König Rama IV. (Mongkut) begann damit, als Krung Sayam (กรุงสยาม, wörtlich ‚Stadt Siam‘) zu unterzeichnen. Dies bezeichnete entsprechend der weiterhin üblichen Identifikation von Herrscher, Hauptstadt und Reich erstens ihn persönlich, zweitens die Stadt Bangkok und drittens das von ihm beherrschte Königreich. Mit der Bezeichnung ‚Siam‘ betonte der Hof unter Mongkut die ethnische Vielfalt und Größe des Reichs, das eben nicht nur das „Land der Thai“ (müang thai) umfasste, sondern auch die Völker und Fürstentümer, die „den Schutz des Königs gesucht“ hätten (Lao, Khmer, Malaien und ‚Khaek‘, also Inder oder Muslime). In seiner Korrespondenz mit Europäern unterschrieb Mongkut mit Rex Siamensium (Latein für ‚König der Siamesen‘). Als Mongkuts Sohn Chulalongkorn (Rama V.) 1872 Indien besuchte, stellte er sich als „König von Siam, Souverän der Laos und Malaien“ vor.

### Siam als „Geo-body“
Bis in die zweite Hälfte des 19. Jahrhunderts gab es aber noch keine Vorstellung, welcher geographische Raum genau mit ‚Siam‘ bezeichnet sei. Wie andere vorkoloniale „Reiche“ in Südostasien, die aufgrund ihrer netzwerkartigen Struktur besser als Mandalas beschrieben werden, definierte sich sein Herrschaftsbereich durch persönliche Loyalitäten und Abhängigkeiten und nicht anhand von räumlichen Grenzen. ‚Siam‘ war demnach immer das, was der Herrschaft des jeweiligen Königs unterstand. Die Bindung der Fürstentümer an seinen Rändern an die Zentralgewalt konnte im Laufe der Zeit zu- und abnehmen. Die siamesischen Könige bemühten sich bis zu Rama IV. nie, ihr Herrschaftsgebiet erforschen oder kartographieren zu lassen. Siam hatte, in der von dem thailändischen Historiker Thongchai Winichakul eingeführten Terminologie, keinen „geo-body“. 
Im 19. Jahrhundert schritt jedoch die Kolonisierung Südostasiens durch Großbritannien und Frankreich voran. Die beiden Imperien vermaßen und kartographierten ihre Kolonialgebiete detailliert und legten deren Grenzen, wie in Europa üblich, exakt fest. Dadurch wurde zwangsläufig auch Siam räumlich definiert, und zwar zunächst negativ: Siam umfasste demnach die Gebiete, die (noch) nicht von Briten oder Franzosen kolonisiert waren, den „Raum dazwischen“.
Die vierte Auflage von Meyers Konversations-Lexikon (erschienen 1885–1892) definierte Siam als „großes Reich auf der Halbinsel Hinterindien“ mit einer Fläche von 726.850 km² und 5.750.000 Einwohnern. Dieses wurde gegliedert in „eigentliches Siam und Laoland“, „Siemrab und Battambong“ (also die nach 1867 bei Siam verbliebenen nördlichen und westlichen Teile Kambodschas) sowie „tributäre Malaienstaaten“.
Die beiden Kolonialmächte dehnten ihren Herrschaftsanspruch auch auf zuvor von Siam abhängige Gebiete aus. Das einschneidendste Ereignis in dieser Entwicklung war der sogenannte Paknam-Zwischenfall 1893, bei dem französische Kanonenboote den Chao-Phraya-Fluss in Richtung Bangkok befuhren und sich ein Feuergefecht mit einem siamesischen Küstenfort lieferten. Als die Franzosen anschließend eine Seeblockade errichteten, sah Siam sich gezwungen, die französischen Forderungen zu erfüllen und große Teile des heutigen Laos an Frankreich abzutreten, um wenigstens seine Unabhängigkeit zu erhalten.
Zugleich setzte König Chulalongkorn radikale politische, gesellschaftliche, wirtschaftliche und militärische Reformen durch. Diese verstärkten die Integration der am Rand des Herrschaftsbereichs gelegenen Regionen, die zuvor nicht als Teile des eigentlichen Siam gesehen worden waren und hochgradige Autonomie genossen hatten, in den siamesischen Staat. Die heutige Nord- und Nordostregion wurden anschließend nicht mehr als Länder der „Lao“, sondern als konstitutive Teile Siams betrachtet, ebenso die nordmalaiischen Sultanate im Süden des Reiches. So bekam Siam auch von innen eine positive räumliche Definition als „unser Raum“, der gegen die Bedrohung von außen zu verteidigen war.
Nach weiteren erzwungenen Abtretungen an das britische und das französische Kolonialreich nahm Siam 1909 genau die Grenzen des heutigen Thailands an. 1932 unternahm eine Gruppe jüngerer Militärs und Intellektueller einen Umsturz, der die Staatsform von einer absoluten zu einer konstitutionellen Monarchie änderte.

### Umbenennung in Thailand und Namensdiskussion seitdem
Am 24. Juni 1939 wurde der Landesname auf Veranlassung des autoritär regierenden Ministerpräsidenten Plaek Phibunsongkhram von „Siam“ in „Thailand“ (Thai: ประเทศไทย – [pratʰêːt-tʰai]) geändert. Als Grund wurde angegeben, dass „Siam“ ein Name sei, der nur von Ausländern benutzt worden sei. ‚Thailand‘ sollte zum einen die Vorherrschaft der Tai-Stämme – die als einheitliche Thai-Nation definiert wurden – innerhalb des Landes manifestieren, als auch den Anspruch, die zerstreute „thailändische Völkerfamilie“, die teilweise in „verlorenen Gebieten“ lebte, in einem „Groß-Thailändischen Reich“ zusammenzuführen, also zu expandieren. Dieses hat bis heute für kontroversen Diskussionsstoff gesorgt. Nach der vorläufigen Entmachtung Phibunsongkhrams erfolgte mit der neuen Verfassung von 1946 die Rückbenennung in Siam, nach der zweiten Machtübernahme des nationalistischen Feldmarschalls wurde jedoch bereits 1949 wieder „Thailand“ durchgesetzt.
Einige Intellektuelle, einschließlich Sulak Sivaraksa und der Historiker Charnvit Kasetsiri, bevorzugen weiterhin die Bezeichnung ‚Siam‘. Ihr wichtigstes Argument ist, dass ‚Siam‘ weniger nationalistisch konnotiert sei als ‚Thailand‘ und anders als dieses auch die Minderheitenethnien einschließe.
Anlässlich der Verabschiedung einer neuen Verfassung im Jahr 2007 schlug M. L. Panadda Diskul, Präsident der Prinz-Damrong-Rajanubhab-Bibliothek, vor, den Namen „Siam“ parallel zu „Thailand“ als zweiten Namen zu benutzen. Griechenland sei schließlich auch als Hellas bekannt, die Schweiz auch als Helvetia und die Niederlande auch als Holland. Die junge Generation solle nicht glauben, dass „Siam“ nur der Name von Einkaufszentren oder eines Kinos sei.